# Fly-by-wire

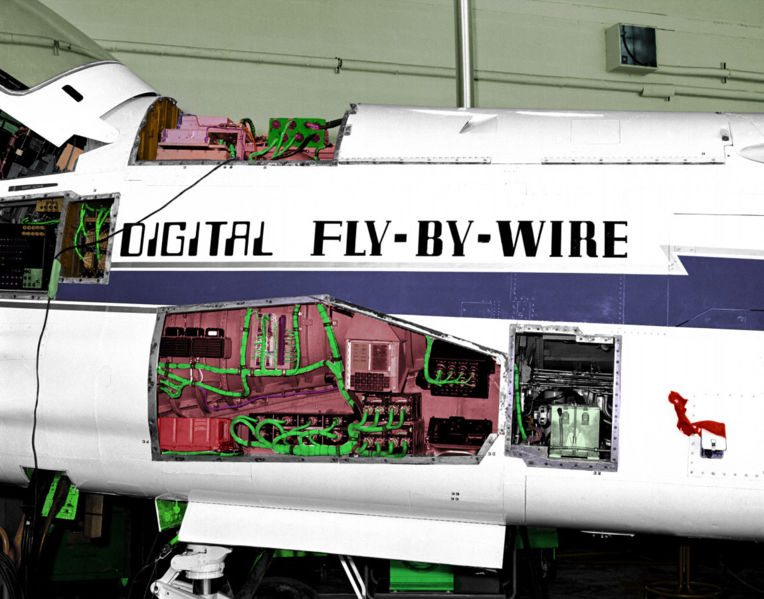
Particolare di un Vought F-8C Crusader sperimentale, in cui viene mostrata parte del sistema fly-by-wire. La colorazione dei collegamenti è stata artificialmente messa in evidenza.

Il sistema di controllo Fly-by-Wire, a volte chiamato Digital-Fly-by-Wire o abbreviato in FBW, letteralmente volare tramite cavo, è un sistema che sostituisce i tradizionali comandi di volo diretti (cioè direttamente connessi agli elementi da controllare, meccanicamente o tramite un sistema idraulico) con un sistema di comando elettronico digitale. Le connessioni meccaniche tra barra di comando e superfici alari sono così sostituite da una catena di trasduttori e sensori (potenziometri ed encoder) che dalla cloche inviano il comando, tramite segnali elettrici, insieme ad una opportuna serie di dati, a uno o più computer che, dopo opportune elaborazioni, trasmettono dei segnali ad appositi attuatori, i quali a loro volta muovono le superfici aerodinamiche attraverso il sistema idraulico o attraverso attuatori elettromeccanici.
Similmente, anche le manette non sono meccanicamente connesse ai motori, ma inviano segnali elettrici al FADEC (Full Authority Digital Engine Control).

## Sviluppo
In virtù della connessione di tipo fisico e meccanico tra organo di comando (la barra) e superfici di governo aerodinamico, il sistema di controllo diretto è reversibile perché, esercitando manualmente un'adeguata forza sulle superfici aerodinamiche, si ottiene un corrispondente movimento della barra di controllo.
Nel passato tale sistema era installato su tutti gli apparecchi, mentre oggi si trova generalmente solo sui velivoli più semplici.
I sistemi di controllo reversibili sono stati validi finché gli aerei non hanno superato dimensioni e velocità di volo tali da far diventare lo sforzo sulla barra troppo elevato, rendendo impossibile il governo dell'aeromobile anche con l'uso di sistemi di compensazione aerodinamici (ad esempio opportune alette di compensazione).
Esistono anche sistemi di controllo irreversibili: lo sforzo esercitato dal pilota si traduce opportunamente, attraverso cavi e pulegge, in un comando a delle servovalvole, le quali azionano gli organi di potenza che sono in genere costituiti da attuatori idraulici; in tale caso, ad esempio, muovendo manualmente l'equilibratore non si osserva una conseguente rotazione della barra di controllo. Il sistema certamente non guadagna in semplicità, poiché ha bisogno di un circuito idraulico in pressione e di un organo di sensibilità artificiale: bisogna tener presente infatti che il pilota percepisce l'azione che sta effettuando sul velivolo solo attraverso gli sforzi che si trova a dover esercitare sugli organi di comando e non ha modo di avvertire l'effettivo movimento delle superfici (ad alte velocità di volo le rotazioni sono minime, dell'ordine di qualche grado o addirittura di frazioni di grado); interrompendo la connessione meccanica fra organi di comando e superficie di governo, è necessario avere sistemi che ricostruiscano per il pilota gli sforzi che deriverebbero dalle superfici aerodinamiche.
Un altro motivo che ha portato all'utilizzo di questi sistemi di controllo è che il numero di Mach in regime transonico modifica tutti i coefficienti aerodinamici del velivolo.
Di fronte a questo tipo di problemi, garantire il corretto andamento degli sforzi di barra in funzione della velocità di volo con sistemi di comando reversibili sarebbe diventato di fatto impossibile.
Dai sistemi di controllo reversibili (come quello sopracitato, nel quale era mantenuto un collegamento meccanico tra barra di comando ed organi di attuazione, in particolare servovalvole) si è passati in tempi più recenti ai sistemi detti fly-by-wire nei quali il collegamento fra barra di comando ed attuatore non è più realizzato mediante un meccanismo fisico, ma mediante una connessione di tipo informatico.

## Storia

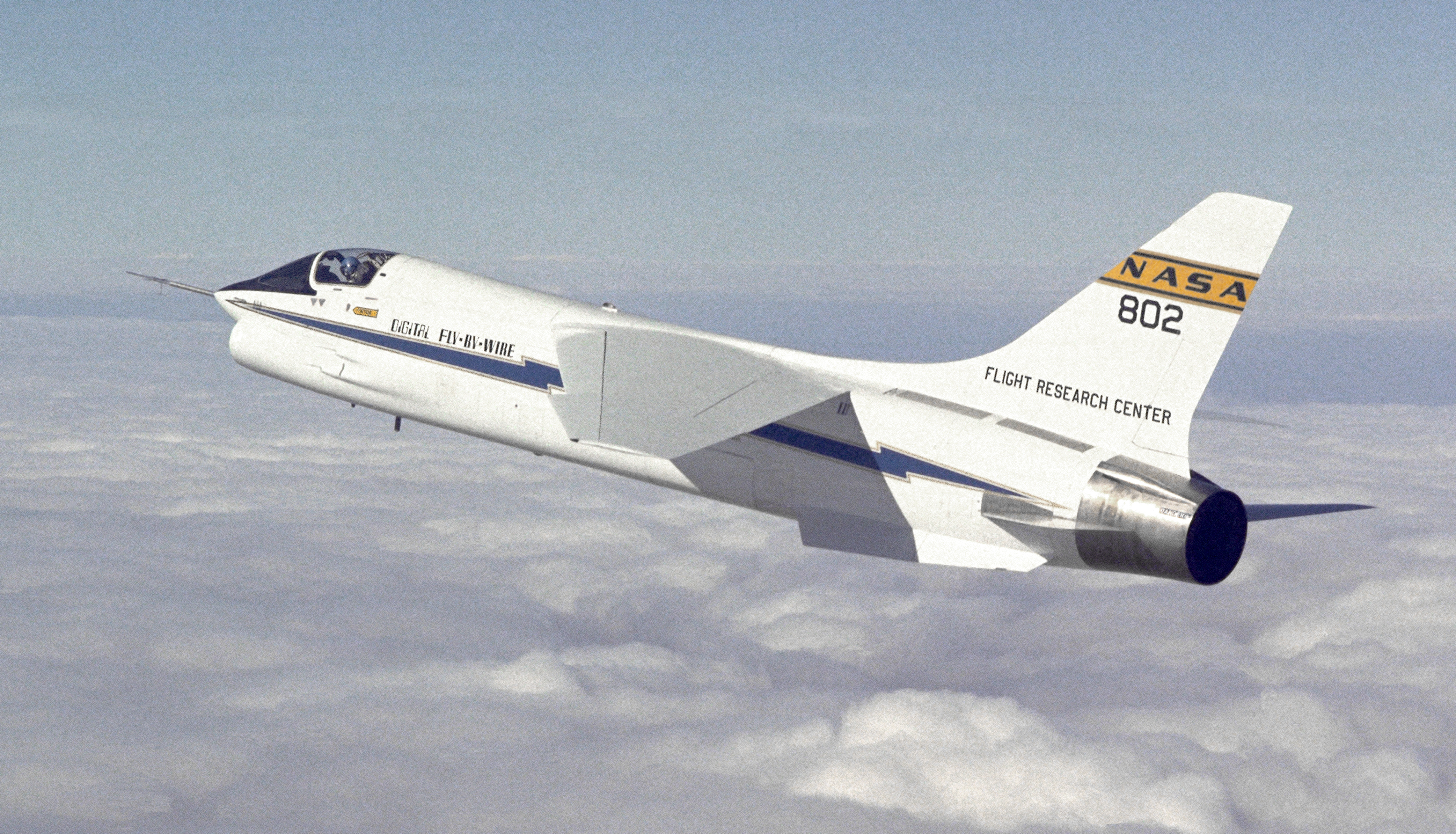
L'F-8C Crusader utilizzato dalla NASA come prototipo per gli studi sul fly-by-wire

Il 25 maggio 1972 Gary Krier decollò dalla base aerea di Edwards, in California, a bordo di un Vought F-8 Crusader sul quale spiccava sulla coda la scritta "NASA 802". Krier fu il primo uomo a sperimentare il volo mediante un sistema di controllo fly-by-wire: qualsiasi comando impartito mediante un joystick veniva elaborato da un calcolatore prima di essere inviato ad un sistema idraulico che controllava alettoni, equilibratori, timone, spinta e così via.
Il primo velivolo di serie ad adottare questo sistema fu l'aereo da combattimento General Dynamics F-16 Fighting Falcon. L'applicazione successiva è quella dei sistemi detti fly-by-light che dal punto di vista concettuale differiscono da quelli precedenti in quanto il collegamento mediante segnali elettrici è sostituito da un collegamento a fibre ottiche. In questo tipo di sistemi i segnali elettrici provenienti dai trasduttori vengono convertiti in segnali ottici che viaggiano all'interno di fibre ottiche e poi in prossimità della servovalvola vengono riconvertiti in segnali elettrici. I motivi per i quali si utilizzano questi sistemi sono diversi: il peso ridotto, la quantità di informazioni trasmesse, ma il più importante è la minor sensibilità di questi sistemi alle interferenze elettromagnetiche.
L'F-16 è stato il primo velivolo ad avere un sistema di controllo fly-by-wire: questo velivolo è pilotato non con una barra di comando classica, ma con una barra detta sidestick (barra laterale) la quale, nella versione originale, non rispondeva con un ritorno di forza. Con questo sistema non si guadagna in peso o in semplicità (perché bisogna garantire il funzionamento anche in caso di certe avarie e quindi è richiesta una triplice o quadrupla ridondanza), ma l'innegabile vantaggio è che questo si interfaccia molto bene con tutto ciò che a bordo proviene dal calcolatore. Rispetto ad un sistema meccanico o parzialmente meccanico, il sistema installato sull'F-16 permette di interfacciare i comandi che provengono dal pilota con quelli che provengono dai calcolatori di bordo nel modo più efficiente, in quanto tutto il sistema è di tipo elettrico, almeno fino ad arrivare ai sottosistemi di potenza posti in prossimità delle superfici aerodinamiche. Il motivo per cui nell'F-16 una parte consistente di sicurezza del volo era gestita dai calcolatori elettronici è che questo è stato il primo velivolo realizzato con stabilità statica rilassata, cioè senza stabilità statica positiva nelle condizioni di volo al di sotto di Mach 1, quindi è un velivolo che richiede un sistema di aumento di stabilità, che ha in uscita dei segnali elettrici che si interfacciano perfettamente con il sistema fly-by-wire. Questo velivolo fu realizzato volutamente con stabilità statica longitudinale negativa: prescindendo da momenti vari, in una configurazione convenzionale il baricentro si trova davanti al centro aerodinamico o punto neutro del profilo alare (supponiamo per semplicità di confondere il centro aerodinamico dell'ala con quello del velivolo completo) e in questa condizione la coda è deportante.
In una configurazione di stabilità statica rilassata, il baricentro si colloca a valle del centro aerodinamico: in questo caso la coda ha portanza positiva e quindi contribuisce alla portanza totale del velivolo. In regime subsonico l'F-16 è stabilizzato longitudinalmente mediante opportuni sistemi di aumento di stabilità.

## Applicazioni

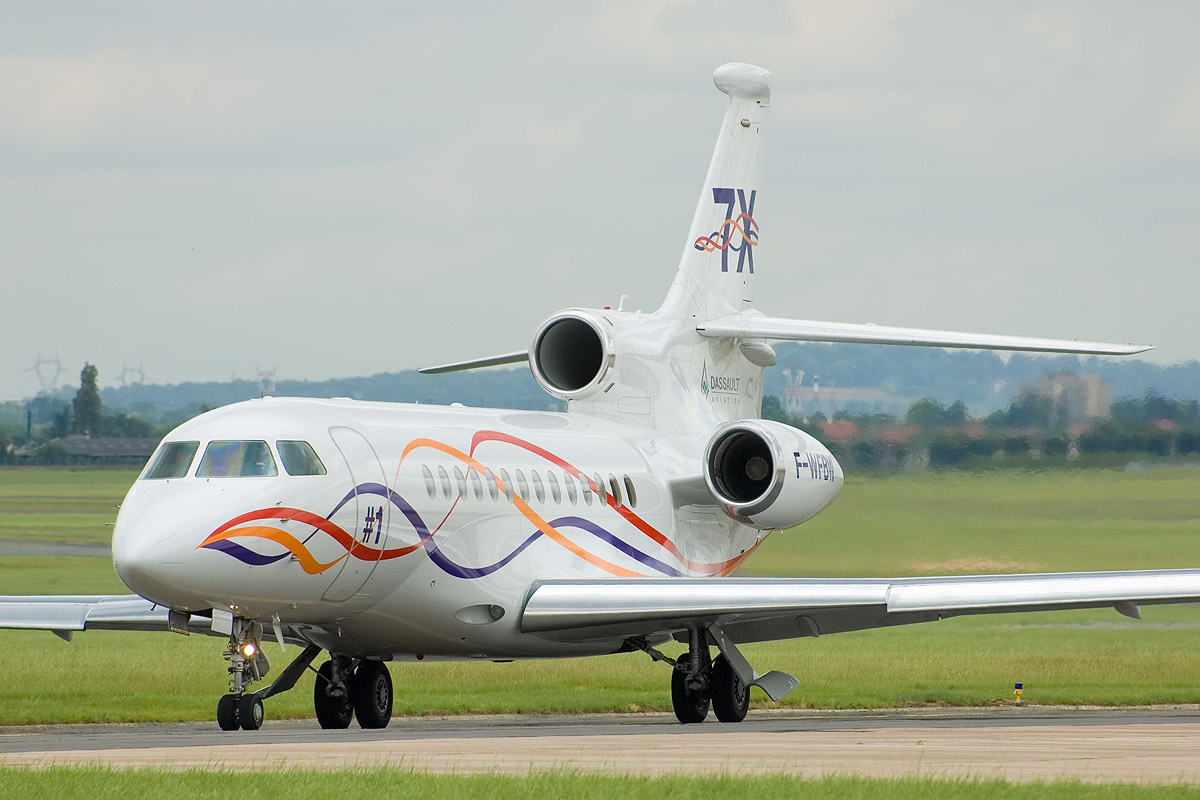
Un Dassault Falcon 7X, il primo aereo d'affari con comandi di volo fly-by-wire

- Lo Space Shuttle aveva un sistema di comandi di volo completamente digitale e fly-by-wire. Il sistema venne utilizzato per la prima volta come unico sistema di pilotaggio della navetta, durante i voli planati "Approach and Landing Tests" effettuati all'inizio del programma con lo Space Shuttle Enterprise nel 1977.
- Nel 1984, l'Airbus A320 è diventato il primo aereo di linea equipaggiato con un sistema di comandi di volo fly-by-wire completamente digitale.
- Nel 2005, il Dassault Falcon 7X è diventato il primo aereo d'affari con comandi fly-by-wire.

## Airbus

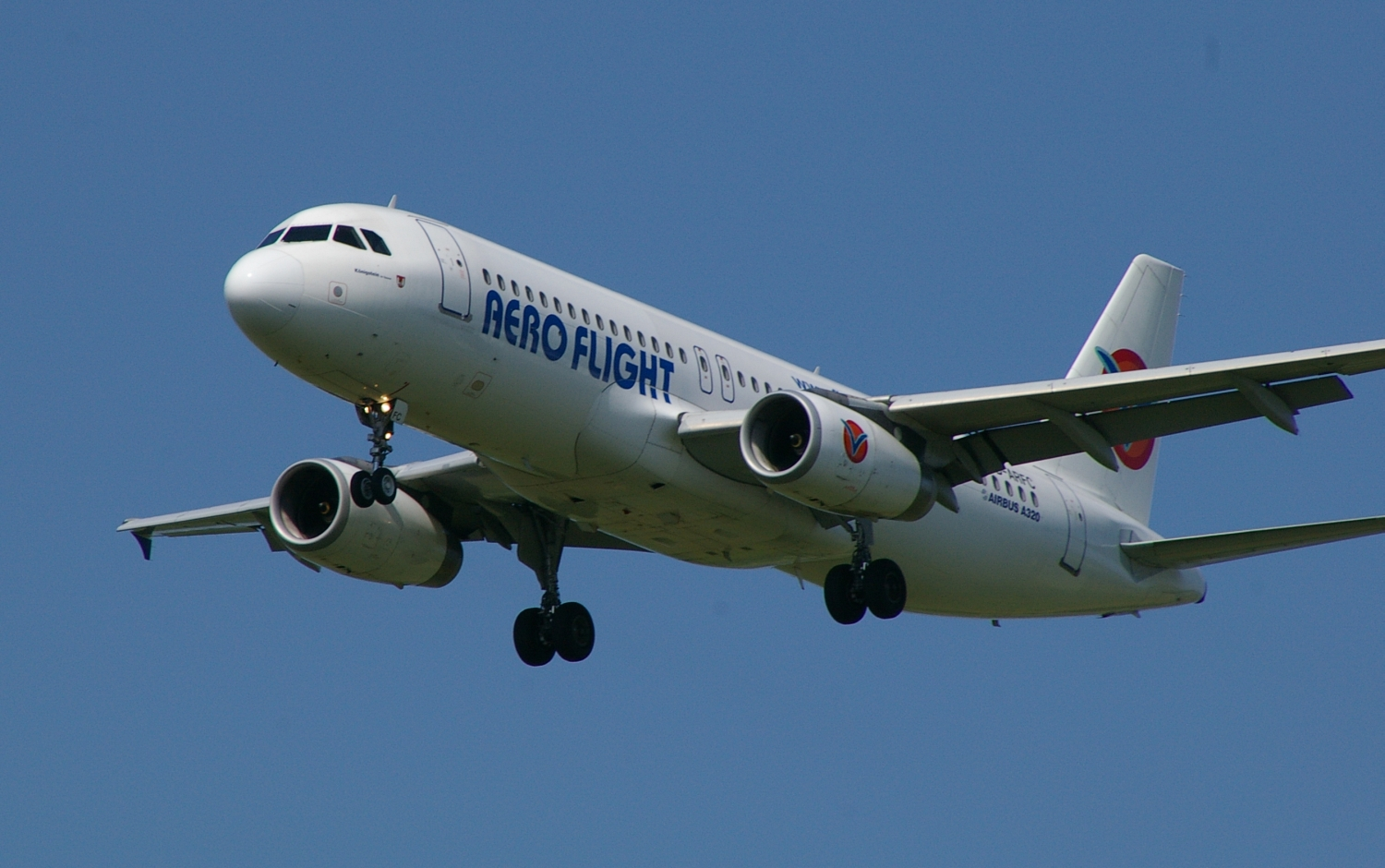
Un Airbus A320, il primo aereo di linea equipaggiato con comandi Fly-by-wire

I velivoli Airbus hanno un sistema di controllo computerizzato che permette di rimanere all'interno dell'inviluppo di volo consentito dal progetto del velivolo; questo sistema mantiene sempre il controllo dell'aereo e, tranne in casi eccezionali e critici, non permette ai piloti di volare eccedendo i limiti di prestazioni stabiliti dai progettisti.
Il sistema computerizzato Airbus può funzionare in cinque diverse modalità operative, dette leggi (law):
- Normal Law. È il normale modo di funzionamento, con controllo sui tre assi e protezione dell'inviluppo di volo; la Normal Law è attiva anche se vi è un solo sistema computerizzato non funzionante. In questa modalità il pilota non può stallare (mandare in stallo) il velivolo.
- Alternate Law. Entra in funzione automaticamente nel momento in cui due apparati computerizzati vanno in avaria. L'ECAM (Electronic Centralized Aircraft Monitor) mostra il messaggio ALTN LAW: PROT LOST. Tutte le protezioni sono disabilitate, tranne quella che impedisce al pilota di stressare eccessivamente la struttura del velivolo. In questa modalità il pilota può stallare il velivolo.
- Abnormal Alternate Law. Attivata quando il velivolo ha un'altitudine inusuale. Questa legge consente al pilota di correggere l'altitudine e riportarla entro parametri più accettabili. Anche in questa modalità l'unica protezione è quella sul carico del velivolo.
- Direct Law. È il livello più basso del fly by wire. I comandi sono inviati direttamente alle superfici di controllo. Il sistema passa in Direct Law quando viene abbassato il carrello mentre è attiva la Alternate Law a pilota automatico disinserito e/o quando si guastano almeno tre apparati computerizzati. Questa modalità non offre alcuna protezione in assoluto e, ovviamente, consente di mandare l'aeroplano in stallo.
- Mechanical Backup. Trasmissione meccanica dei comandi, attiva nel caso in cui tutti i sistemi di controllo computerizzato non siano operativi. L'A320 ha un sistema meccanico di riserva per la regolazione sull'asse di beccheggio (pitch trim) e per il controllo del timone e l'A340-600 ha un sistema di controllo di riserva elettrico (non elettronico) del timone, mentre sull'Airbus A380 tutti i sistemi di controllo del volo hanno un sistema di riserva di tipo puramente elettrico che fa uso di un sistema denominato "three-axis Backup Control Module" (BCM)[7]

## Boeing
A partire dal Boeing 777, nei progetti Boeing i piloti possono escludere completamente il sistema computerizzato di controllo del volo e possono superare le delimitazioni dell'inviluppo di volo teorico durante le emergenze.

### Precisazioni
1. ↑  Al 2016 gli attuatori elettromeccanici sono ancora in fase di sviluppo a causa delle loro problematiche di affidabilità e reazione ai guasti.
(EN) J. A. Rosero, J. A. Ortega, E. Aldabas, L. Romeral, Moving towards a more electric aircraft, New York, IEEE, ISSN 0885-8985 (WC · ACNP).